# Zé Manel
Zé Manel, pseudónimo de José Manuel Domingues Alves Mendes (Lisboa, 22 de janeiro de 1944 – Lisboa, 24 de janeiro de 2019), foi cartunista, ilustrador, e criador de banda desenhada português.
Tinha o curso de desenhador-gravador-litógrafo na Escola de Artes Decorativas António Arroio. 
Entre as muitas publicações para as quais trabalhou, contam-se O Brincalhão, A Parada da Paródia, o Jornal do Exército, A Chucha, a Rádio & Televisão, O Emigrante, Bomba H, Fungagá da Bicharada, o fanzine Tertúlia BDzine, a obra coletiva Novas 'fitas' de Juca & Zeca, bem como o álbum infantil Os Burros, as Flores e o Sol, que foi editado no Japão. Em abril de 2005, criou Futurológica, uma banda desenhada a cores para o jornal Mundo Universitário.
Era filho do criador de banda desenhada António Alves Mendes (Méco).
Morreu a 24 de janeiro de 2019, em Lisboa, aos 75 anos de idade.